# Joseph Paelinck

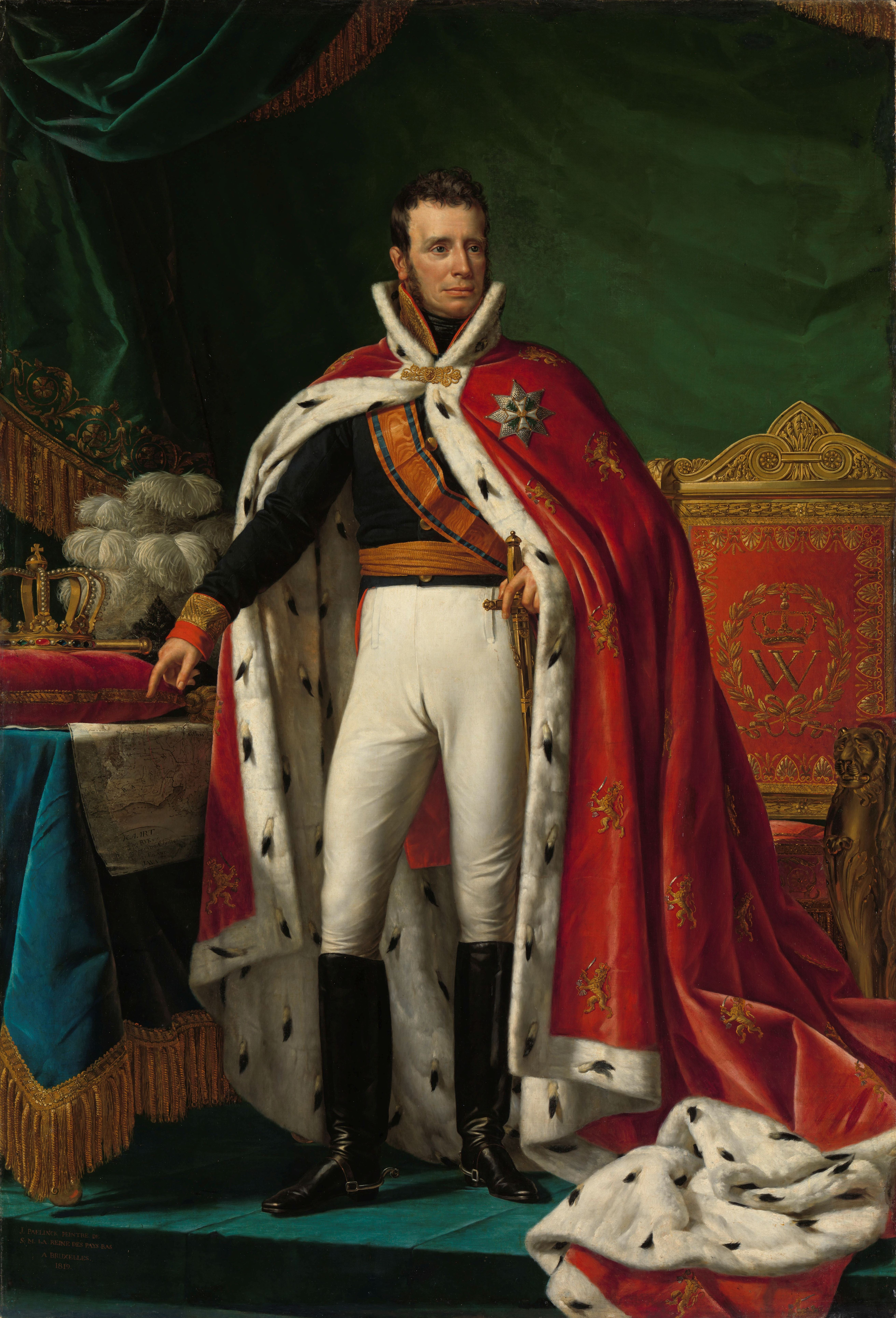
Wilhelm I., König der Niederlande (1819, Rijksmuseum Amsterdam)

Joseph Paelinck (* 20. März 1781 in Oostacker bei Gent; † 19. Juni 1839 in Ixelles) war ein belgischer Maler.
Paelinck bildete sich auf der Genter Akademie und dann bei Jacques-Louis David in Paris, wo er 1804 ein Urteil des Paris malte, das ihm den ersten Preis der Akademie zu Gent einbrachte. Nachdem er dort kurze Zeit als Lehrer gewirkt hatte, ging er nach Rom und blieb dort fünf Jahre lang. Hier malte er unter anderem:
- Rom unter Augustus für den Palast des Quirinals und die
- Auffindung des Kreuzes für die Michaelskirche in Gent.

Von seinen nach der Rückkehr in die Heimat ausgeführten Bildern sind noch die
- Anthia,
- Die Toilette der Psyche und
- Die Abdankung Karls V.

hervorzuheben. Er war zuletzt Professor an der Malerakademie zu Brüssel.
1816 wurde er Mitglied der Königlich Niederländischen Akademie der Wissenschaften (seinerzeit Koninklijk Instituut, vierde klasse).